# فرودگاه ماری‌براوت (ویکتوریا)
فرودگاه ماری‌براوت (ویکتوریا) (به انگلیسی: Maryborough Airport (Victoria)) یک فرودگاه همگانی است که یک باند فرود آسفالت دارد و طول باند آن ۱۰۴۰ متر است. این فرودگاه در کشور استرالیا قرار دارد و در ارتفاع ۲۳۳ متری از سطح دریا واقع شده‌است.